# Atelopus tricolor
Espèce
Synonymes
- Atelopus rugulosus Noble, 1921
- Atelopus willimani Donoso-Barros, 1969

Statut de conservation UICN

 VU A3ce : Vulnérable
Atelopus tricolor est une espèce d'amphibiens de la famille des Bufonidae.

## Répartition
Cette espèce se rencontre entre 1 250 et 2 500 m d'altitude dans la cordillère Orientale, :
- au Pérou dans les régions de Cuzco et de Puno ;
- en Bolivie dans les départements de La Paz et de Cochabamba.

## Publication originale
- Boulenger, 1902 : Descriptions of new Batrachians and Reptiles from the Andes of Peru and Bolivia. Annals and Magazine of Natural History, ser.7, vol. 10, p. 394-402 (texte intégral).